# 高雄駅 (福岡県)
高雄駅（たかおえき）は、かつて福岡県嘉穂郡幸袋町（現・飯塚市）中にあった、運輸省（省鉄）幸袋線の貨物駅（廃駅）である。貨物支線の廃線に伴い、1945年（昭和20年）6月10日に廃駅となった。

## 歴史
- 1909年（明治42年）1月1日：開業[1]。
- 1945年（昭和20年）6月10日：貨物支線の廃線に伴い廃止[1]。幸袋駅構内に併合[1]。

## 隣の駅
運輸省（省鉄）
幸袋線（貨物支線）
（貨）庄司駅 - 高雄駅